# Bisdom Caxias do Sul
Het bisdom Caxias do Sul (Latijn: Dioecesis Caxiensis Australis) is een rooms-katholiek bisdom met als zetel Caxias do Sul, in Brazilië. Het bisdom is suffragaan aan het aartsbisdom Porto Alegre.

## Geschiedenis
Het bisdom werd opgericht op 8 september 1934, als bisdom Caxias, uit delen van het aartsbisdom Porto Alegre. Op 19 oktober 1966 veranderde het van naam naar bisdom Caxias do Sul. 

## Parochies
Het bisdom had in 2021 een oppervlakte van 11.892 km2 en telde 990.672 inwoners waarvan 90,1% rooms-katholiek was.

## Bisschoppen
- José Baréa (23 september 1935 - 19 november 1951)
- Benedito Zorzi (24 juni 1952 - 26 mei 1983)
  - Cândido Julio Bampi (hulpbisschop: 18 januari 1957 - 7 juli 1978)
- Nei Paulo Moretto (26 mei 1983 - 6 juli 2011; coadjutor sinds 21 januari 1976)
- Alessandro Carmelo Ruffinoni (6 juli 2011 - 26 juni 2019; coadjutor sinds 16 juni 2010)
- José Gislon (26 juni 2019 - heden)

Porto Alegre (aartsbisdom) · Caxias do Sul · Montenegro · Novo Hamburgo · Osório